# Alana Boyd
Alana Boyd (Melbourne, 10 maggio 1984) è un'ex astista australiana.

## Carriera
Figlia degli atleti olimpici Ray Boyd e Denise Robertson-Boyd, Alana come i fratelli Jacinta e Matthew si è cimentata nell'atletica leggera. Attiva nelle competizioni sin dal 2000, si affaccia alle gare internazionali nel 2007 partecipando ai Mondiali di Osaka. Nel corso della sua carriera è approdata nel 2008 ai Giochi olimpici per poi prendervi parte ancora in due edizioni. Nel 2016, Boyd è stata ad un passo dal podio olimpico ai Giochi olimpici di Rio de Janeiro, raggiungendo la misura di 4,80 metri e posizionandosi dietro la neozelandese Eliza McCartney, che per arrivare alla stessa misura ha eseguito meno tentativi. Ha vinto, inoltre, tre titoli nazionali nella disciplina.

## Palmarès
| Anno | Manifestazione          | Sede           | Evento           | Risultato | Prestazione | Note |
| ---- | ----------------------- | -------------- | ---------------- | --------- | ----------- | ---- |
| 2007 | Mondiali                | Osaka          | Salto con l'asta | 30ª (q)   | 4,20 m      |      |
| 2008 | Giochi olimpici         | Pechino        | Salto con l'asta | 16ª (q)   | 4,30 m      |      |
| 2010 | Giochi del Commonwealth | Nuova Delhi    | Salto con l'asta | Oro       | 4,40 m      |      |
| 2011 | Mondiali                | Taegu          | Salto con l'asta | 13ª (q)   | 4,50 m      |      |
| 2012 | Mondiali indoor         | Istanbul       | Salto con l'asta | 9ª        | 4,55 m      |      |
| 2012 | Giochi olimpici         | Londra         | Salto con l'asta | 11ª       | 4,30 m      |      |
| 2014 | Giochi del Commonwealth | Glasgow        | Salto con l'asta | Oro       | 4,50 m      |      |
| 2015 | Mondiali                | Pechino        | Salto con l'asta | 11ª       | 4,60 m      |      |
| 2016 | Mondiali indoor         | Portland       | Salto con l'asta | dns       | dns         |      |
| 2016 | Giochi olimpici         | Rio de Janeiro | Salto con l'asta | 4ª        | 4,80 m      |      |

## Altre competizioni internazionali
2014
- Bronzo in Coppa continentale ( Marrakech), salto con l'asta - 4,30 m